# Àcid nervònic
L'àcid nervònic, de nom sistemàtic àcid (15Z)-tetracos-15-enoic, és un àcid carboxílic monoinsaturat de cadena lineal amb vint-i-quatre àtoms de carboni, la qual fórmula molecular és {\displaystyle {\ce {C24H46O2}}}. En bioquímica és considerat un àcid gras ω-9, ja que té el doble enllaç C=C situat entre el carboni 9 i el 10 començant per l'extrem oposat al grup carboxil, i se simbolitza per C24:1.

Tall d'un cervell humà on es distingeixen la matèria blanca i la matèria gris

A temperatura ambient es presenta com un sòlid de color blanc a groc pàl·lid, que fon a 42,5-43 °C i és insoluble en aigua i soluble en etanol, acetona i dietilèter. Fou aïllat per primera vegada pel japonès M. Tsujimoto el 1927 de greixos de peixos elasmobranquis, una subclasse de la classe Condroitti. La seva estructura fou establerta el mateix any per E. Klenk que l'aïllà dels cerebròsids del teixit cerebral.
Es biosintetitza a partir d'àcid oleic, que se sotmet a tres passos d'allargament de cadena consecutius. En cada pas s'afegeixen dues unitats de carboni, amb producció d'àcid gadoleic, àcid erúcic i, finalment, àcid nervònic.
S'ha aïllat de l'oli de fetge del tauró anomenat gutxo brut Centrophorus granulosus i en olis de les llavors de diversos Ximenia spp, i especialment a Lunaria annua, una planta de la família de les crucíferes o brassicàcies. En el teixit cerebral forma part dels cerebròsids. En el cervell humà, juntament amb l'àcid lignocèric formen el 60% dels àcids grassos de l'esfingomielina de la matèria blanca.